# Alewtina Wladimirowna Schastitko
Alewtina Wladimirowna Schastitko (russisch Алевтина Владимировна Шаститко, engl. Transkription Alevtina Shastitko, verheiratete Kucharjowa – Кухарёва – Kukharyova; * 22. April 1939 in Leningrad) ist eine ehemalige sowjetische Speerwerferin.
1960 wurde sie Achte bei den Olympischen Spielen in Rom, und 1962 gewann sie Bronze bei den Leichtathletik-Europameisterschaften in Belgrad.
Ihre persönliche Bestleistung von 55,23 m stellte sie am 29. September 1960 in Krasnodar auf.